# Daniel Samper Pizano
Daniel Samper Pizano (Bogotá, 8 de junio de 1945) es un abogado, periodista, escritor, columnista, guionista y caricaturista colombiano. 
Colaborador de varios medios de comunicación y libretista de series de televisión. Fundó la revista Cambio 16 en Colombia, y trabajó en la Casa Editorial El Tiempo, de la que fue accionista, director y fundador de la unidad investigativa y columnista durante más de 50 años, periódico en el cual tuvo la popular columna Postre de Notas. En el año 2020 regresó a su oficio como columnista y cofundador del portal periodístico Los Danieles.
Por otra parte, en enero de 2009, tuvo la oportunidad de participar como mediador humanitario en la Operación brasileña para la liberación de seis secuestrados por las FARC-EP.

## Familia
Descendiente de aristocráticas familias colombianas de inmediato origen español. Su tatarabuelo fue el poeta Diego Fallón y su tatarabuela Felisa Pombo era hermana del poeta Rafael Pombo; quienes eran nietos de Beatriz O'Donnell Anetham, hermana del Conde de La Bisbal, Enrique O'Donnell, y la tía del I duque de Tetuán, I conde de Lucena y I vizconde de Aliaga, Leopoldo O'Donnell, todos descendientes de la dinastía O'Donnell.
Samper es nieto del escritor y humanista Daniel Samper Ortega (fundador del Gimnasio Moderno), bisnieto de Tomás Samper Brush y tataranieto del político Miguel Samper Agudelo. Su tío abuelo, Ernesto Samper Mendoza, era el piloto del avión en el que viajaba Carlos Gardel cuando ocurrió el accidente de Medellín, en el que falleció el músico. Además, es sobrino del arquitecto Germán Samper Gnecco, hermano del expresidente de Colombia, Ernesto Samper Pizano, padre del  periodista, escritor y youtuber, Daniel Samper Ospina y tío del político y ex-viceministro de justicia, Miguel Samper Strouss. Finalmente, por línea colateral es sobrino de José Alejandro Cortés, dueño y presidente de la junta directiva del Grupo Bolívar.

### Matrimonio y descendencia
Estuvo casado desde enero de 1967 con Cecilia Ospina Cuéllar, con quien tuvo 3 hijos, María Angélica, Juanita y Daniel Samper Ospina. Su primera esposa es pariente lejana del expresidente Mariano Ospina Rodríguez, y falleció en 2023.
Su hija mayor está casada con el abogado Orlando Cabrales Segovia, hijo del exministro e ingeniero petrolero Orlando Cabrales Martínez. Daniel, por su parte, es periodista y escritor, casado con Claudia García Jaramillo; Juana está radicada en España, siendo la madre del youtuber Mario Jaramillo Samper "Mariete".
En la actualidad se encuentra casado con la periodista Pilar Tafur.

## Carrera
Bachiller del Gimnasio Moderno, donde en el periódico estudiantil El Aguilucho se inició en las letras. Se graduó en la Pontificia Universidad Javeriana como abogado. Ha sido editor, columnista, autor de más de treinta y cinco libros, guionista de televisión y cine, profesor universitario y conferencista internacional. Tiene un máster en periodismo de la Universidad de Kansas y es Nieman Fellow de la Universidad de Harvard.

### Como periodista
Es periodista desde los diecinueve años, cuando entró a trabajar como reportero de El Tiempo. Es máster en periodismo de la Universidad de Kansas, Nieman Fellow de la Universidad de Harvard.
Ha colaborado en publicaciones como El Malpensante, Semana y Gatopardo.
Sus escritos se caracterizan por un amplio sentido del humor y crítica social. En el diario El Tiempo, donde trabajó durante 50 años, publicaba la columna Cambalache. En la Revista Carrusel, del mismo diario, tuvo la sección de humor Postre de Notas.
A mediados de los años 1970, lideró la unidad de investigación de El Tiempo junto con Alberto Donadino y Carlos Galindo Pinilla, que mediante demandas al Consejo de Estado lograron que por medio una sentencia de 1980 se garantizara el derecho de adquisición de documentos públicos y administrativos a cualquier persona. Finalmente, en la Constitución Política de Colombia de 1991 se consagró tal jurisprudencia en el artículo 74 de la misma. Todo esto fue un gran avance para garantizar la transparencia y la rendición de cuentas que deben proferir las instituciones gubernamentales.

### Trabajo para televisión
Fue argumentista de la comedia Dejémonos de Vainas en los años 1980 y 1990. En 1991 escribió los argumentos de la serie Escalona, historia para televisión basada en la vida del compositor de vallenatos Rafael Escalona; con Bernardo Romero, escribió los libretos. En 1996, junto a Bernardo Romero Pereiro y Jorge Maronna escribió los libretos y letras de canciones de la miniserie Leche dirigida para Caracol televisión por Víctor Mallarino. Ha prologado además libros de figuras de la pantalla chica, como por ejemplo, Los caballeros las prefieren brutas, de Isabella Santodomingo. 

## Premios y reconocimientos
Ha ganado numerosos premios de periodismo en Colombia, Estados Unidos y España:
- Premio Rey de España.[14]
- Premio Maria Moors Cabot que confiere la Columbia University.[14]
- Premio Continente de Periodismo.[cita requerida]
- Tres premios Simón Bolívar de periodismo.[cita requerida]

Es miembro correspondiente de la Academia Colombiana de la Lengua, quienes no residen en el país no puede ser miembros de número. Desde 1986 reside en Madrid, donde fue editor de la revista Cambio 16, y escribe artículos en varios medios.[cita requerida]

## Obra publicada
Periodismo
- Así ganamos: cómo fue campeón Santafé en 1975 (1975)
- A mí que me esculquen (1980)
- Dejémonos de vainas (1981)
- Llévate esos payasos (1983)
- ¡Piedad con este pobre huérfano! (1984)
- Balón y pedal: notas sobre deportistas (1986)
- Postre de notas (1986)
- Mafalda, Mastropiero y otros gremios paralelos (1986)
- Esto no es vida (1989)
- Les Luthiers, de la L a la S (1991)
- No es porque sea mi hijo y otras columnas de humor (1992)
- Lecciones de histeria de Colombia (1993)
- Nuevas lecciones de histeria de Colombia (1994)
- Tino: vida y milagros futbolísticos de Faustino Asprilla (1994)
- Aspectos sicológicos del calzoncillo y otros artículos de humor (1995)
- Risas en el infierno: una lectura divertida de la Biblia (1998)
- Si Eva hubiera sido Adán: una versión risueña de la Biblia (1998)
- De mil humores (1999)
- Las leyes del fútbol : ni atacar ni defender sino todo lo contrario (2000)
- Hasta en las mejores familias : selección de postre de notas (2002)
- Del adulterio considerado como una de las bellas artes y otros escritos de humor (2002)
- El discreto encanto del liguero y otros motivos para sonreír (2003)
- Versos chuecos: las mejores peores poesías de la lengua española (2005)
- Viagra, chats y otras pendejadas del siglo XXI: 62 recetas para hacer reír (2006)
- Un dinosaurio en un dedal: aforismos para pensar y sonreír, Nicolás Gómez Dávila, Franz Moreno y Millor Fernandes (2008)
- La mica del Titanic y otros artículos para naufragar de la risa (2009)
- Con la música a otras partes: selección de ensayos y reportajes sobre música popular (2011)
- El huevo es un traidor matador y otros artículos para cacarear de la risa (2011)
- Ni atacar ni defender, sino todo lo contrario (2015)
- Breve historia de este puto mundo (2015)
- Camas y Famas (2017)
- Insólitas parejas (2019)
- Jodas elementales (2019)

En coautoría con Jorge Maronna
- Cantando bajo la ducha: quince lecciones para alcanzar el sueño de ser músico (1994)
- Confesiones de un espermatozoide (1997)
- El sexo puesto: el más completo manual recreativo, educativo, reproductivo y anticonceptivo (1997)
- De tripas corazón: una novela berracamente espiritual (1999)
- El tonto emocional: un novelón para espíritus selectos (1999)
- Parapapá: el manual perfecto para convertirse en un padre modelo (2008)

En coautoría con Pilar Tafur
- María del alma, 2003, biografía novelada de María Félix
- 100 años de vallenato, 2016 (acompañado de álbum 100 años de vallenato)

En coautoría con Samuel Klahr
- China se abre, 1978

Antologías y selecciones
- Antología de grandes reportajes colombianos (prólogo y selección) (1976) (Reediciones aumentadas en 1990 y 2001)
- Antología (Prólogo y selección de la obra de Álvaro Cepeda Samudio) (1977)
- Lo mejor de Revista Diners en 15 años (Selección de D.S.P. y Fabio Lozano Simonelli) (1978)
- La casa en el aire y otros cantos (Compilador de algunas canciones de Rafael Escalona) (1984)
- Antología de grandes entrevistas colombianas (prólogo y selección) (2002)
- Antología de grandes crónicas colombianas (2 vols.) (v.1 1529-1948) (v. 2 1948-2004) (prólogo y selección) (2003.2004)
- Antología de notas ligeras colombianas (prólogo y selección de D.S.P. y Mariluz Vallejo) (2011)

Textos en antologías
- "Como un ciervo, como un jabalí, como un siervo" en: Diez relatos históricos (1999)
- "Las diabluras de un niño bueno" en: Cuando nunca perdíamos. 15 miradas sobre el Barca (Antoni Munné, ed.) (2012)

Novela
- Impávido coloso (2003)
- Jota, caballo y rey (2013)